# 兰州铁路监督管理局
兰州铁路监督管理局（简称兰州铁路监管局、兰铁监管局），是国家铁路局下属的地区铁路监督管理局。

## 沿革
2013年3月14日，第十二届全国人民代表大会第一次会议表决通过《国务院机构改革和职能转变方案》，规定“组建国家铁路局，由交通运输部管理，承担铁道部的其他行政职责，负责拟订铁路技术标准，监督管理铁路安全生产、运输服务质量和铁路工程质量等。”2013年3月21日，《国务院办公厅关于印发国家铁路局主要职责内设机构和人员编制规定的通知》（国办发〔2013〕21号）印发了《国家铁路局主要职责内设机构和人员编制规定》，其中规定“国家铁路局设立沈阳、上海、广州、成都、武汉、西安、兰州7个地区铁路监督管理局，负责辖区内铁路监督管理工作。”2013年9月10日，《国家铁路局关于印发地区铁路监督管理局主要职责内设机构和人员编制暂行规定的通知》（国铁人〔2013〕7号）印发了《国家铁路局地区铁路监督管理局主要职责内设机构和人员编制暂行规定》。
截至2014年7月8日，沈阳、上海、广州、成都、武汉、西安、兰州7个地区铁路监督管理局全部组建挂牌。

## 职责
负责中国铁路兰州局集团有限公司、中国铁路乌鲁木齐局集团有限公司、中国铁路青藏集团有限公司管界内的相关铁路监督管理工作。主要职责是：
1. 监督管理铁路运输安全、铁路工程质量安全、铁路运输设备产品质量安全。
2. 监督相关铁路法律法规、规章制度和标准规范执行情况，负责铁路行政执法监察工作，受理相关举报和投诉，组织查处违法违规行为。
3. 依法组织或参与铁路交通事故和铁路建设工程质量安全事故调查处理，负责事故统计、报告、通报、分析等工作。
4. 研究分析铁路安全形势、存在问题，提出改进安全工作的措施要求并监督实施。
5. 监督规范铁路运输和工程建设市场秩序的政策措施实施情况，监督检查铁路行政许可产品和许可企业，监督铁路运输服务质量和铁路企业承担国家规定的公益性运输任务情况，监督工程建设招标投标工作。
6. 负责与地方政府及相关执法部门的工作联系，指导协调地方铁路相关部门工作，建立相关信息通报和监管协调机制。协调组织开展铁路沿线安全综合治理和相关铁路突发事件应急工作。
7. 完成国家铁路局及其领导机关交办事项[5]。

## 机构设置
- 综合处

承担机关日常运转、政务公开、电子政务、机要、保密、信访、文秘、财务、预算和资产管理、档案管理等工作。承担局应急管理办公室工作。负责辖区内相关统计数据的汇总上报。承担综合监管执法相关工作。
- 监管一处（安全监察处）

监督检查铁路安全法律法规、规章制度和标准规范执行情况，分析铁路安全形势、存在问题并提出完善制度机制建议。组织或参与铁路交通事故调查处理，查处违法违规行为。负责事故统计、报告、通报、分析等工作。承担综合监管执法相关工作。
- 监管二处（运输监察处）

监督铁路运输安全、铁路运输服务质量、铁路企业承担国家规定的公益性运输任务情况。监督规范铁路运输市场秩序政策措施等的实施情况，监督检查相关许可企业，查处违法违规行为。参与铁路交通事故调查处理。承担综合监管执法相关工作。
- 监管三处（工程监察处）

监督铁路工程质量安全和建设工程招标投标工作，监督规范铁路工程建设市场秩序的政策措施实施情况，查处违法违规行为。组织或参与铁路建设工程质量事故调查处理，参与相关安全事故调查处理。承担综合监管执法相关工作。
- 监管四处（设备监察处）

监督铁路运输设备产品质量安全，组织开展对相关许可企业和许可产品的监督检查，查处违法违规行为。监督实施铁路专用设备缺陷产品召回工作，参与相关铁路交通事故调查处理。承担综合监管执法相关工作。
- 执法监察办公室

组织落实铁路行政执法工作制度。负责局作出的政府信息公开答复、行政处罚决定和投诉举报处理决定的合法性审查。负责行政处罚案件的统计、分析、报告工作，管理行政执法专用印章和法律文书，组织开展行政执法和执法人员培训。受理相关举报和投诉，组织、督促有关部门或单位调查处理。承担行政应诉工作。配合做好相关行政复议工作。参与相关铁路交通事故调查处理。承担综合监管执法相关工作。
- 机关党委（人事处）[6]

负责组织落实上级党组织及国家铁路局党组的重大决策部署，组织开展党的思想建设、组织建设、作风建设、反腐倡廉建设和制度建设，推进本级机关精神文明建设和文化建设。负责宣传工作。组织开展群团工作。负责人事管理、机构编制和队伍建设工作。负责退休干部工作。承担综合监管执法相关工作

## 历任领导
| 局长（分党组书记） - 白晓春（2016年2月—） 副局长（分党组成员） - 邢斌（2014年3月—）。负责铁路运输和工程建设市场秩序、铁路工程质量安全的监督管理工作。 - 陈辉（2014年3月—）。负责铁路运输安全、铁路运输设备产品质量安全的监督管理工作。 |